# Dark Water (película de 2005)
Dark Water (conocida como Aguas turbias en Hispanoamérica y La huella en España) es una película estadounidense de terror del año 2005, remake de la película original japonesa del mismo título, Dark Water, de 2002. La cinta fue dirigida por Walter Salles y protagonizada por Jennifer Connelly.

## Sinopsis
Dahlia Williams empieza una nueva vida. Acaba de separarse, tiene un nuevo trabajo y un nuevo apartamento y está decidida a pasar página en su matrimonio y dedicarse en cuerpo y alma a su hija Ceci de cinco años. Pero cuando su estresante separación se convierte en una batalla por la custodia de la niña, su ya frágil estado psicológico empieza a desmoronarse. Su nuevo apartamento desvencijado, abarrotado y destruido parece tomar vida propia. Ruidos misteriosos emanan del apartamento vacío del piso de arriba y hay una fuga de agua oscura permanente en el techo del dormitorio. Se deja llevar por la imaginación y es incapaz de distinguir entre fantasía y realidad.

## Elenco
- Jennifer Connelly como Dahlia Williams.
- John C. Reilly como Sr. Murray
- Tim Roth como Jeff Platzer.
- Pete Postlethwaite como Sr. Veeck
- Dougray Scott como Kyle Williams.
- Ariel Gade como Cecilia "Ceci" Williams.
- Perla Haney-Jardine como Natasha Rimsky / Joven Dahlia.
- Camryn Manheim como Maestra de Ceci.

## Producción
La película fue filmada en Vancouver, Canadá.

## Recepción
La película logró recaudar $25 millones en Estados Unidos y Canadá, y $24 millones en otros territorios ganando en total $49 millones de dólares contra un presupuesto de $30 millones. En cuanto a la crítica, la película tuvo reseñas favorables y detractoras. Dark Water tiene un promedio de aprobación del 45% en el sitio Rotten Tomatoes. William Thomas de Empire describe al film como "Interesante e inquietante pero nunca terrorífico" y recomienda verla como "una historia de drama familiar en lugar de una película de terror". 